# Ishania gertschi
Ishania gertschi là một loài nhện trong họ Zodariidae.
Loài này thuộc chi Ishania. Ishania gertschi được Rudy Jocqué & Léon Baert miêu tả năm 2002.